# Dyskonto handlowe
Dyskonto handlowe (ang. interest in advance) – metoda oprocentowania wkładu pieniężnego {\displaystyle P,} w której odsetki są naliczane na początku okresu na podstawie wartości przyszłej (future value). Metoda ta znacznie różni się od oprocentowania prostego, w którym odsetki naliczane są na końcu okresu na podstawie wartości początkowej. Dyskonto handlowe ma szerokie zastosowanie, przede wszystkim w rachunku weksli i bonów skarbowych. Dyskonta handlowego nie należy mylić z dyskontem rzeczywistym (patrz inne artykuły w dziale dyskonto).
Na ogół rozważa się dyskonto handlowe proste (będące odpowiednikiem procentu prostego). Tylko takie dyskonto jest stosowane w praktyce i takie zostanie opisane poniżej. Niekiedy jednak w literaturze rozważa się także dyskonto składane (analogia procentu składanego).

## Obliczanie dyskonta handlowego
Oznaczmy:
- {\displaystyle P} – początkowy wkład pieniężny,
- {\displaystyle n} – czas oprocentowania w latach,
- {\displaystyle d} – roczna stopa dyskontowa (np. dla stopy 15%, {\displaystyle d=0{,}15}),
- {\displaystyle D_{H}} – dyskonto handlowe (odsetki),
- {\displaystyle F} – wartość końcowa kapitału.

Wzory:
{\displaystyle D_{H}=Fdn}
{\displaystyle P=F-D_{H}=F-Fdn=F(1-dn)}
{\displaystyle F={\frac {P}{1-dn}}}
Należy pamiętać, iż wszystkie obliczenia mają sens dla {\displaystyle dn<1.} W przeciwnym przypadku, jedna z wartości kapitału ({\displaystyle P} bądź {\displaystyle F}) przyjmuje ujemną wartość.

## Związki z procentem prostym
Zbliżonym pojęciem jest procent prosty, gdzie odsetki są płatne z dołu, zaś obliczone są na podstawie wartości początkowej.
Stopa oprocentowania prostego {\displaystyle r} i dyskonta handlowego {\displaystyle d} są równoważne w przypadku okresu o długości {\displaystyle n} wówczas, gdy jednakowy kapitał zainwestowany za pomocą obu metod przyniesie taki sam dochód. Formalnie ten warunek można przedstawić tak:
{\displaystyle Fdn=Prn,}
co po przekształceniach ma trzy równoważne postacie:
{\displaystyle d={\frac {r}{1+rn}},}
{\displaystyle r={\frac {d}{1-dn}},}
{\displaystyle n={\frac {1}{d}}-{\frac {1}{r}}.}
Uwaga: Jeśli stopa dyskontowa {\displaystyle d} jest większa bądź równa stopie {\displaystyle r,} to stopy te nigdy nie będą równoważne (po podstawieniu do wzoru otrzymujemy ujemną długość okresu).